# Florence Ayivi Foliaon
Florence Ayivi Foliaon (* 12. Dezember 1935 in Bohicon) ist eine beninische Bibliothekarin.

## Leben
Ayivi Foliaon wirkte zwischen 1962 und 1967 an einer Universität, an der sie für die Versorgung zuständig war. Anschließend wechselte sie innerhalb des Bildungssektors in den Bibliotheksbereich und übernahm dort eine Leitungsfunktion. So führte sie die Bibliothèque nationale du Bénin (BnB) und war für deren Expansion verantwortlich.